# Colhereiro-europeu

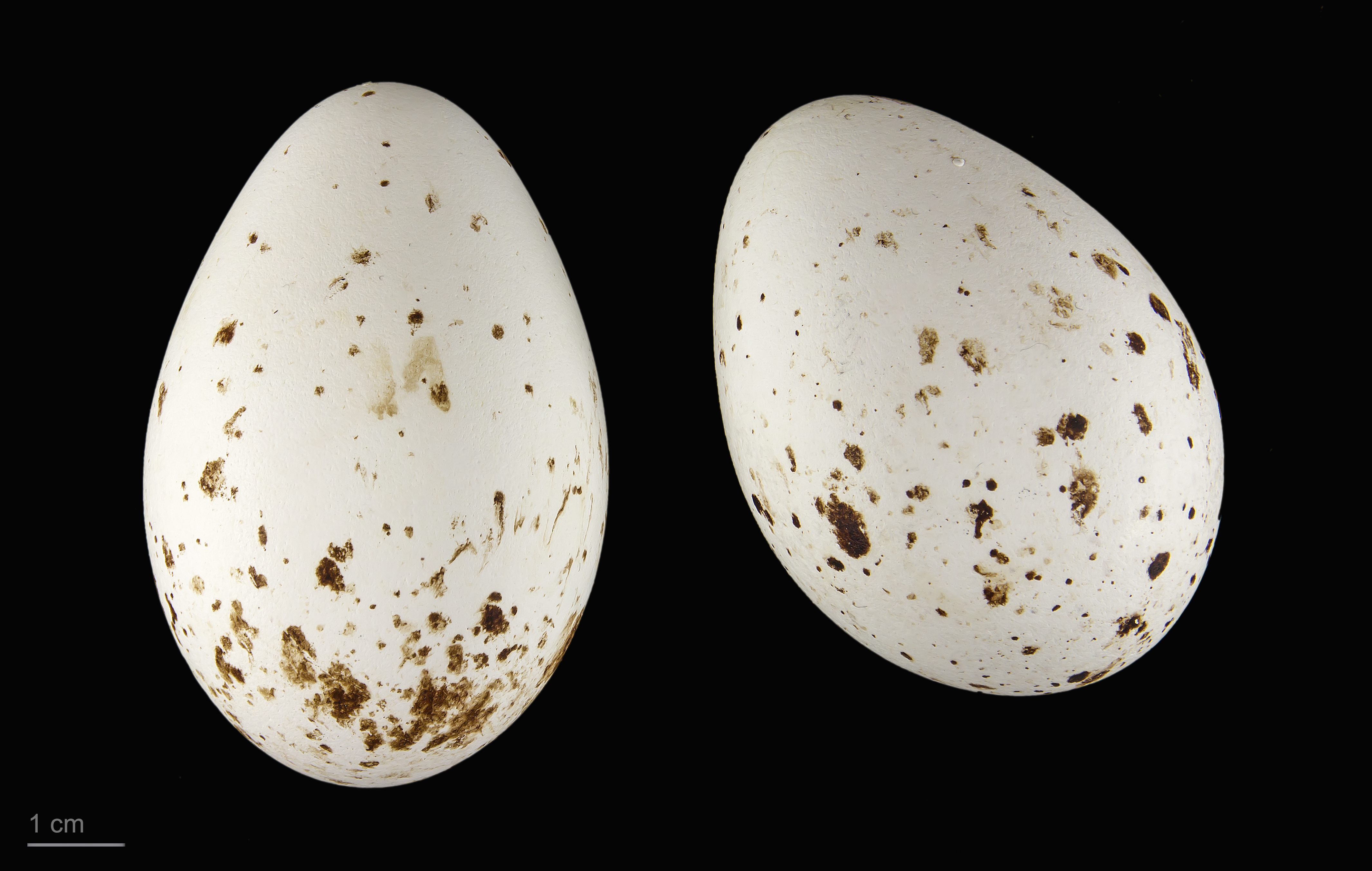
Platalea leucorodia - MHNT

O colhereiro-europeu (Platalea leucorodia), também conhecido como colhereiro-comum ou espátula, é uma ave da família Threskiornithidae. Caracteriza-se pela plumagem branca e pelo bico peculiar em forma de espátula.
Esta espécie frequenta zonas húmidas, como estuários e lagoas costeiras. Tira partido da forma do bico para procurar alimento no meio da lama.
Em Portugal, o colhereiro nidifica em diversos locais do centro e do sul do país. Constrói os seus ninhos em árvores, muitas vezes em associação com garças.

## Subespécies
São reconhecidas três subespécies:
- Platalea leucorodia leucorodia (Linnaeus, 1758) - ocorre do sul da região paleártica até a Índia; no inverno atinge a região central da África e o sudeste da China.
- Platalea leucorodia balsaci (de Naurois & Roux, 1974) - ocorre na ilhas da costa da Mauritânia, (Banc d’Arguin);
- Platalea leucorodia archeri (Neumann, 1928) - ocorre na região costeira do Mar Vermelho e da Somália.

## Preservação
Esta espécie encontra-se listada no Livro Vermelho dos Vertebrados de Portugal com o estatuto de Vulnerável.